# Conus melvilli
Conus melvilli är en snäckart som beskrevs av Sowerby 1878. Conus melvilli ingår i släktet Conus och familjen kägelsnäckor. Inga underarter finns listade i Catalogue of Life.

## Bildgalleri

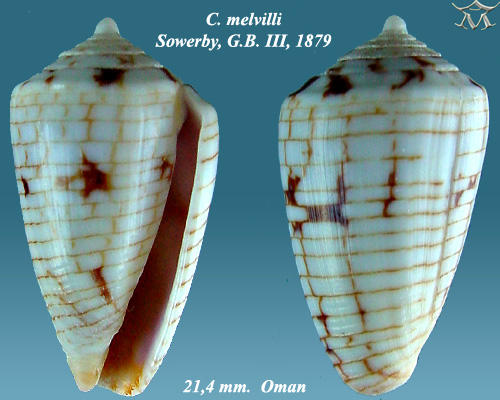